# Néstor Jorge Cabrera
Néstor Jorge Cabrera (Santa Cruz de Tenerife, 29 settembre 1975 – 20 gennaio 2015) è stato un pilota motociclistico spagnolo.

## Carriera
Specializzato nel supermotard, partecipa dal 2004 al Campionato del Mondo Supermoto su una Suzuki; detiene anche due titoli nazionali e un titolo delle Isole Canarie.
Nel Mondiale supermoto 2008 al GP d'Austria è rimasto coinvolto in un grave incidente che ha costretto i medici a porlo in coma controllato.
Il 20 gennaio 2015 viene annunciata la sua morte, all'età di 39 anni, attraverso il suo sito ufficiale, a seguito di un'infezione polmonare.

## Palmarès
- 1987: Debutto nel Minicross
- 1998: Debutto Campionato Spagnolo Supersport (su Honda)
- 2000: Campione Isole Canarie Shot-Track (su Husaberg)[3]
- 2003: 4º posto Coppa di Spagna Supermoto classe Open (su Yamaha)
- 2004: Vincitore Coppa di Spagna Supermoto classe Open (su Honda)[3]
- 2004: 3º posto Campionato Europeo Supermoto (su Husaberg)
- 2004: 10º posto generale Supermoto delle Nazioni (Team Espana) (su Honda)
- 2004: 18º posto Campionato del Mondo Supermoto S2 (su Honda)
- 2005: Campione Spagnolo Supermoto (su Husaberg)[3]
- 2005: 26º posto Campionato del Mondo Supermoto S2 (su Husaberg)
- 2006: 7º posto Campionato Spagnolo Supermoto (3 gare su 6) (su Honda)
- 2006: 6º posto Campionato Internazionale d'Italia Supermoto classe Sport (su Honda)
- 2006: 12º posto Campionato del Mondo Supermoto S2 (su Honda)
- 2007: 15º posto Campionato Spagnolo Supermoto S1 (1 gara su 7) (su Aprilia)
- 2007: 3º posto Campionato Spagnolo Supermoto S2 (5 gare su 7) (su Aprilia)
- 2007: 5º posto Campionato del Mondo Supermoto S2 (su Aprilia)
- 2008: 15º posto Campionato Internazionale d'Italia Supermoto S1 (su Yamaha) - grave infortunio
- 2008: 18º posto Campionato del Mondo Supermoto S1 (su Yamaha) - grave infortunio